# Poule A de la Coupe du monde de rugby à XV 1999
Cet article présente les résultats et des détails sur les matches de la poule A de la Coupe du monde de rugby à XV 1999.

## Classement
| Rang | Nation         | J | V | N | D | Pm  | Pe  | Diff | Pts |
| ---- | -------------- | - | - | - | - | --- | --- | ---- | --- |
| 1    | Afrique du Sud | 3 | 3 | 0 | 0 | 132 | 35  | +97  | 9   |
| 2    | Écosse         | 3 | 2 | 0 | 1 | 120 | 58  | +62  | 7   |
| 3    | Uruguay        | 3 | 1 | 0 | 2 | 42  | 97  | -55  | 5   |
| 4    | Espagne        | 3 | 0 | 0 | 3 | 18  | 122 | -104 | 3   |

|  | Qualifiée pour les quarts de finale |
|  | Qualifiée pour les barrages         |

Attribution des points : victoire : 3, match nul : 2, défaite : 1.
Règles de classement : ?

## Les matches
| 2 octobre 1999 14:00 UTC | Uruguay | 27 - 15 (10 - 6) | Espagne                                               | Netherdale, Galashiels 3 761 spectateurs Arbitre : Chris White |
| 2 octobre 1999 14:00 UTC | Essai(s) : Ormaechea 23e de pénalité 64e Alfonso Cardoso 77e Juan Menchaca 80e Transformation(s) : Sciarra 24e Aguirre 64e Pénalité(s) : Aguirre 15e |                  | Pénalité(s) : Andrej Kovalenko 7e, 40e, 48e, 50e, 68e | Netherdale, Galashiels 3 761 spectateurs Arbitre : Chris White |
| 2 octobre 1999 14:00 UTC | |                  |                                                       | Netherdale, Galashiels 3 761 spectateurs Arbitre : Chris White |

| 3 octobre 1999 17:00 UTC | Écosse | 29 - 46 (16-13) | Afrique du Sud | Murrayfield Stadium, Édimbourg 57 612 spectateurs Arbitre : Colin Hawke |
| 3 octobre 1999 17:00 UTC | Essai(s) : Leslie 35e Tait 75e Transformation(s) : Logan (2) Pénalité(s) : Logan 9e, 20e, 30e 55e Drop(s) : Townsend 79e |                 | Essai(s) : B.Venter 23e Fleck 43e O.le Roux 59e D.Kayser 61e André Venter 77e van der Westhuizen 80e Transformation(s) : de Beer 24e, 60e, 62e, 78e, 80e Pénalité(s) : de Beer 12e, 28e | Murrayfield Stadium, Édimbourg 57 612 spectateurs Arbitre : Colin Hawke |
| 3 octobre 1999 17:00 UTC | |                 | | Murrayfield Stadium, Édimbourg 57 612 spectateurs Arbitre : Colin Hawke |

| 8 octobre 1999 16:00 UTC | Écosse | 43 - 12 (29-6) | Uruguay                                        | Murrayfield Stadium, Édimbourg 9 463 spectateurs Arbitre : Stuart Dickinson |
| 8 octobre 1999 16:00 UTC | Essai(s) : Leslie 13e Gary Armstrong 19e Gordon Simpson 29e Glenn Metcalfe 32e Townsend 68e Russell 76e Transformation(s) : Logan 14e, 20e, 30e, 69e, 77e Pénalité(s) : Logan 3e |                | Pénalité(s) : Aguirre 5e, 42e, 57e Sciarra 23e | Murrayfield Stadium, Édimbourg 9 463 spectateurs Arbitre : Stuart Dickinson |
| 8 octobre 1999 16:00 UTC | |                |                                                | Murrayfield Stadium, Édimbourg 9 463 spectateurs Arbitre : Stuart Dickinson |

| 10 octobre 1999 17:00 UTC | Afrique du Sud | 47 - 3 (21-0) | Espagne                          | Murrayfield Stadium, Édimbourg 4 769 spectateurs Arbitre : Paul Honiss |
| 10 octobre 1999 17:00 UTC | Essai(s) : Vos 30e, 50e Swanepoel 32e A.Leonard 40e de pénalité 69e Muller 77e Skinstad 80e Transformation(s) : de Beer 31e, 33e, 41e, 51e, 69e, 78e |               | Pénalité(s) : Velazco Querol 55e | Murrayfield Stadium, Édimbourg 4 769 spectateurs Arbitre : Paul Honiss |
| 10 octobre 1999 17:00 UTC | |               |                                  | Murrayfield Stadium, Édimbourg 4 769 spectateurs Arbitre : Paul Honiss |

| 15 octobre 1999 17:00 UTC | Afrique du Sud | 39 - 3 (27-3) | Uruguay                   | Hampden Park, Glasgow 3 000 spectateurs Arbitre : Peter Marshall |
| 15 octobre 1999 17:00 UTC | Essai(s) : Fleck 7e van der Westhuizen 18e D.Kayser 34e van den Berg 67e, 75e Transformation(s) : de Beer 8e, 19e, 35e, 76e Pénalité(s) : de Beer 14e, 26e |               | Pénalité(s) : Aguirre 30e | Hampden Park, Glasgow 3 000 spectateurs Arbitre : Peter Marshall |
| 15 octobre 1999 17:00 UTC | |               |                           | Hampden Park, Glasgow 3 000 spectateurs Arbitre : Peter Marshall |

| 16 octobre 1999 15:00 UTC | Écosse | 48 - 0 (22-0) | Espagne | Murrayfield Stadium, Édimbourg 17 593 spectateurs Arbitre : Clayton Thomas |
| 16 octobre 1999 15:00 UTC | Essai(s) : de pénalité 11e Mather 224, 50e Longstaff 28e J.McLaren 43e Murray 55e Hodge 61e Transformation(s) : Hodge 11e, 23e, 51e, 56e, 62e Pénalité(s) : Hodge 4e |               |         | Murrayfield Stadium, Édimbourg 17 593 spectateurs Arbitre : Clayton Thomas |
| 16 octobre 1999 15:00 UTC | |               |         | Murrayfield Stadium, Édimbourg 17 593 spectateurs Arbitre : Clayton Thomas |